# Lavatoio

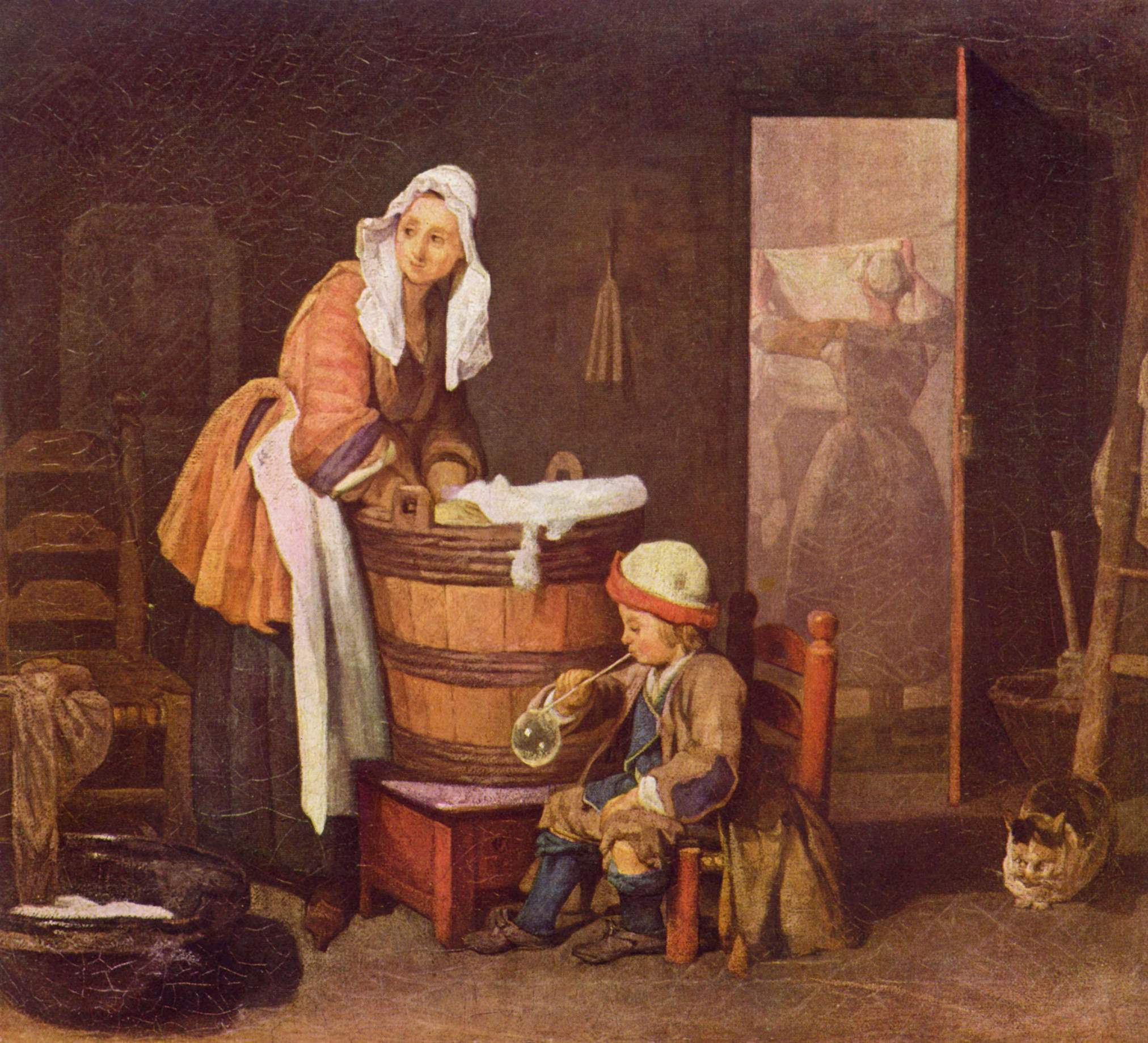
Donna che fa il bucato in una casa francese del secolo XVIII. Dipinto su olio di Jean Siméon Chardin.

Il lavatoio è un luogo, spazio o costruzione per fare il bucato. In precedenza i villaggi avevano lavatoi pubblici, dove le donne, come incaricate della famiglia, lavavano la biancheria sporca.

## Descrizione

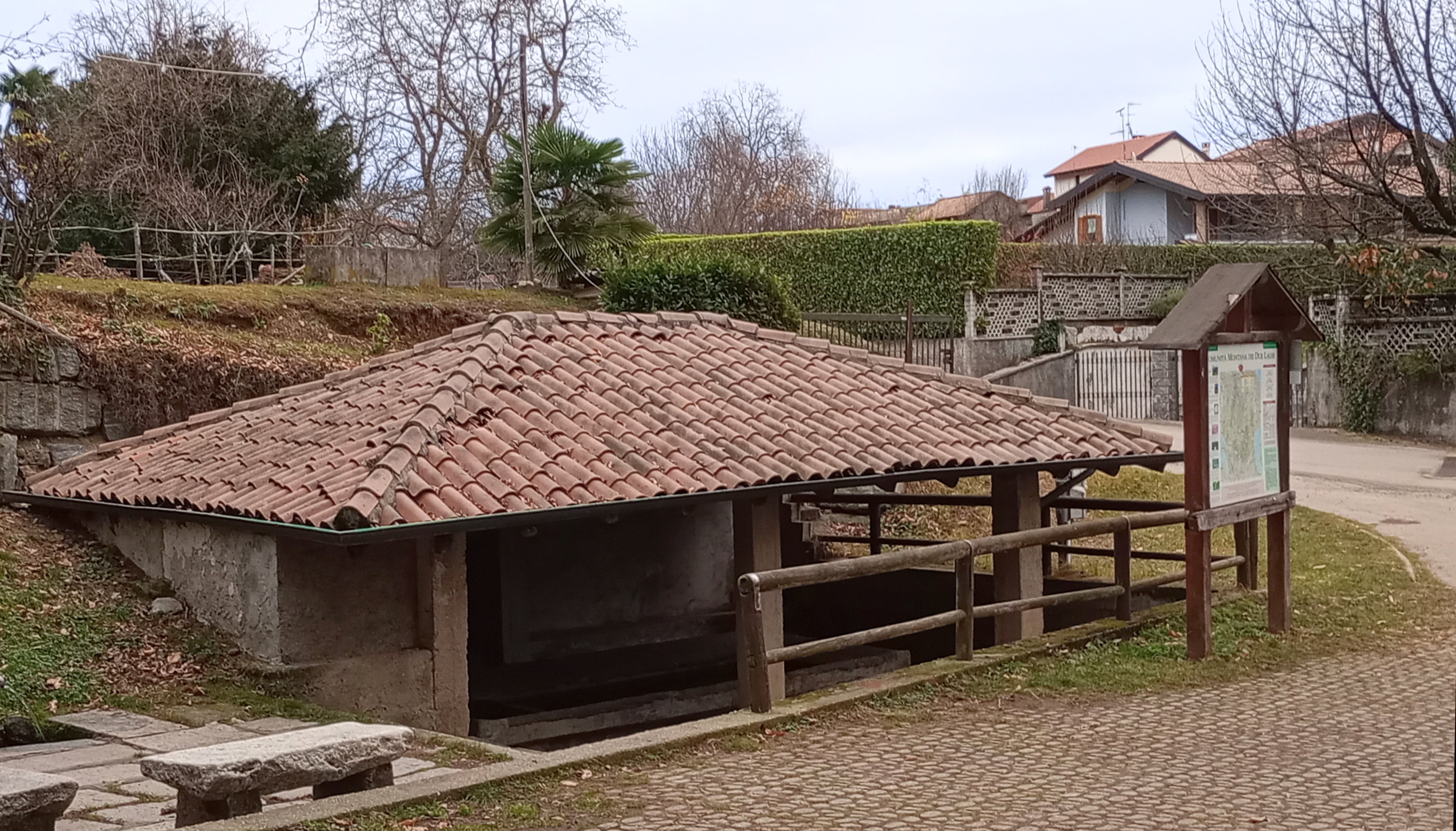
Un vecchio lavatoio a Fosseno

Un lavatoio dispone, in generale, di una tavola o una lastra. In una casa moderna, un lavatoio può essere equipaggiato con una lavatrice e un'asciugatrice automatiche, e includere spazio per un'asse da stiro. 
Nelle case di vicini o alloggi rurali lo spazio del lavatoio o i suoi elementi sono stati situati tradizionalmente nella pianta bassa o il seminterrato. Prima dell'introduzione dell'acqua corrente nelle case, le popolazioni disponevano di un lavatoio pubblico dove le donne si recavano a fare il bucato. I lavatoi erano anche luoghi in cui la gente andava per socializzare e parlare.

## Lavatoio fluviale

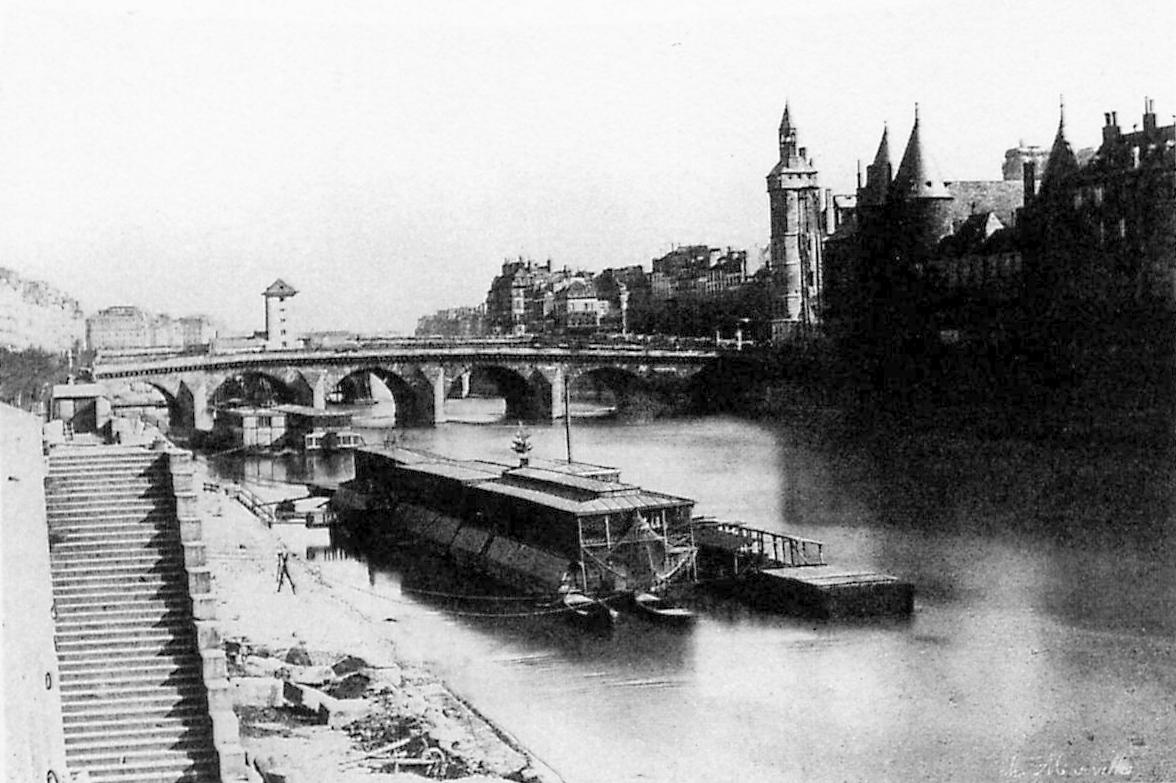
Nave-lavatoio sulla Senna a Parigi, accanto al Pont au Change, fotografata nel XIX secolo da Charles Marville.

In alcune città francesi, principalmente Parigi e Lione, esistette nel secolo XIX un'importante attività di navi-lavatoio (i popolari bateaux-lavoirs) dove si concentrava l'attività delle lavandaie di professione.